# Heinrich von Gagern
Heinrich Wilhelm August von Gagern, född 20 augusti 1799 i Bayreuth, död 22 maj 1880 i Darmstadt, var en tysk friherre och politiker. Han var son till Hans Christoph Ernst von Gagern och bror till Friedrich och Max  von Gagern. 
von Gagern deltog såsom nassau-weilburgsk officer i slaget vid Waterloo (1815), fortsatte efter krigets slut sina studier vid flera universitet, varunder han var en av stiftarna av die Burschenschaften, och inträdde 1821 i statstjänst i Hessen-Darmstadt, men blev 1832, till följd av sina på lantdagen uttalade liberala åsikter, avskedad från sitt ämbete. 
von Gagern invaldes emellertid åter i lantdagen, blev oppositionens erkände ledare och ställdes 6 mars 1848 i spetsen för en liberal ministär. Men snart utbytte han, som spelat en ledande roll i Vorparlamentet, sin hessiska ministerpost mot en plats i Frankfurtparlamentet, till vars president han valdas 19 maj 1848. Det var främst hans verk, att ärkehertig Johan av Österrike (24 juni) blev vald till tysk riksföreståndare, men han sökte likväl få till stånd en tysk förbundsstat med Österrikes uteslutande, under Preussens ledning, och framställde, då han 16 december 1848 sattes i spetsen för riksministären, förslag i denna riktning. Men sedan kungen av Preussen vägrat att ta emot den tyska kejsarkronan, utträdde Gagern - som redan 21 mars nedlagt sitt ämbete, vilket han dock sedan interimistiskt förvaltade till 10 maj - definitivt ur parlamentet (21 maj), misströstande om möjligheten att under radikalismens överhandtagande inom församlingen nå fram till en stadgad riksförfattning. 
von Gagern deltog likväl i församlingen i Gotha (i juni samma år) och i Erfurtparlamentet mars till april 1850, där han arbetade för en "union" av nordtyska och mellantyska stater under Preussens ledning. Efter ett nederlag för de tyska separatisterna i hertigdömena Schleswig och Holstein i slaget vid Isted (25 juli 1850) begav han sig till Holstein för att deltaga i kampen mot Danmark. Då Preussen ej hjälpte Österrike under det italienska fälttåget 1859 och sistnämnda land började beträda den konstitutionella utvecklingens bana, ställde Gagern sig öppet på Österrikes och det stortyska partiets sida. Åren 1864-72 var han Hessen-Darmstadts sändebud i Wien och levde sedermera, nästan bortglömd, på sitt gods i Rhenhessen.